# ’Allo ’Allo! (seria 7)
Premierowa emisja siódmej serii serialu ’Allo ’Allo! miała miejsce od 5 stycznia do 16 marca 1991 roku. Scenarzystami byli Jeremy Lloyd i Paul Adam, natomiast reżyserami Mike Stephens i Sue Longstaff. Każdy z odcinków siódmej serii liczy 30 minut.
Pomiędzy emisją szóstej i siódmej serii serialu istnieje piętnastomiesięczna przerwa. Była ona spowodowana tym, że Gorden Kaye w styczniu 1990 roku uległ wypadkowi samochodowemu i doznał poważnych obrażeń głowy. W efekcie wypadku aktor częściowo stracił pamięć, a następnie bardzo długo powracał do zdrowia, przez co zrealizowanie siódmej serii stanęło pod znakiem zapytania.
Ostatecznie z tworzenia filmu zrezygnował David Croft, a nowym scenarzystą został Paul Adam, który współpracował z Jeremym Lloydem. Robin Parkinson przejął rolę Ernesta LeClerca od Dereka Royle’a, który zmarł w 1990 roku. W rolę kapitana Bertorelliego wcielił się Roger Kitter, który zastąpił Gavina Richardsa. W jednym z odcinków siódmej serii pojawia się również Hans Geering, którego grał Sam Kelly.

## Obsada
- Gorden Kaye jako René Artois
- Carmen Silvera jako Madame Edith
- Vicki Michelle jako Yvette
- Sue Hodge jako Mimi Labonq
- Richard Marner jako pułkownik von Strohm
- Roger Kitter jako Alberto Bertorelli
- Guy Siner jako porucznik Gruber
- Kim Hartman jako Helga
- Richard Gibson jako Herr Flick
- John Louis Mansi jako von Smallhausen
- Hilary Minster jako generał von Klinkerhoffen
- Ken Morley jako generał von Flockenstuffen
- Rose Hill jako Madame Fanny
- Robin Parkinson jako Ernest LeClerc
- Kirsten Cooke jako Michelle
- Kenneth Connor jako Monsieur Alfonse
- John D. Collins jako Fairfax
- Nicholas Frankau jako Carstairs
- Moira Foot jako Denise Laroque
- Carole Ashby jako Louise

## Odcinki
| Numeracja | Oryginalny tytuł              | Premiera w TV    |
| --------- | ----------------------------- | ---------------- |
| 7x01      | Von Flockenstuffen In Command | 5 stycznia 1991  |
| 7x02      | Free At Last!                 | 12 stycznia 1991 |
| 7x03      | Eloping to England            | 19 stycznia 1991 |
| 7x04      | Hello Hans!                   | 26 stycznia 1991 |
| 7x05      | Lines of Communication        | 2 lutego 1991    |
| 7x06      | The Spirit of Nouvion         | 9 lutego 1991    |
| 7x07      | A Barrel Full of Airmen       | 16 lutego 1991   |
| 7x08      | Stuck!                        | 23 lutego 1991   |
| 7x09      | The Ice Cream Truck           | 2 marca 1991     |
| 7x10      | The Gypsy Carnival            | 16 marca 1991    |

## Fabuła

### Odcinek 1
Madame Edith i Monsieur Alfonse robią w pokoju gościnnym tajemną kryjówkę, na wypadek kiedy Niemcy dowiedzą się, że René i Edith pomagają w ucieczce angielskim lotnikom. Madame Fanny i Monsieur LeClerc zostają aresztowani za popełnienie kilku wykroczeń. Herr Flick wpada na pomysł, żeby von Smallhausen w przebraniu złodzieja dał się przyłapać na kradzieży, został zamknięty z nimi w jednej celi i wydobył informację na temat lotników. Generała von Klinkerhoffena cierpiącego na załamanie nerwowe zastępuje generał von Flockenstuffen. Każe Gruberowi przemeblować biuro pułkownika oraz przemalować ściany. Madame Edith planuje wydostać swoją matkę i LeClerca z aresztu, jednak René nie ma zamiaru jej w tym pomóc. Von Smallhausen napada na biuro pułkownika, jednak kapitan Bertorelli uniemożliwia mu dostanie się do więzienia. Edith i Mimi podrabiając dokumenty uwalniają Madame Fanny i Monsieura LeClerca z aresztu i ukrywają ich w łóżku, które okazuje się być tajemną kryjówką. Do pokoju wchodzi Gruber i powiadamia René, że jego teściowa oraz LeClerc zostali ułaskawieni i właśnie wychodzą z więzienia. Porucznik słyszy stukanie dobiegające zza ściany, a René wyjaśnia mu, że to niespokojny duch swojego brata bliźniaka, którego Gruber rozstrzelał. Niemiec ucieka z kawiarni, a jej mieszkańcy chcą uwolnić Madame Fanny i Monsieura LeClerca z kryjówki. Mechanizm otwierający ulega jednak zniszczeniu i małżeństwo nie może wydostać się z ukrycia.

### Odcinek 2
Do kawiarni przebywa Monsieur Alfonse, który ma uwolnić Madame Fanny i Monsieura LeClerca. Do ich uwolnienia potrzebny jest jednak dynamit, który René ma zdobyć od Michelle. Helga informuje Herr Flicka, że von Smallhausen został aresztowany, jednak Fanny i LeClerc zostali już wypuszczeni z więzienia. W biurze pułkownika zjawia się generał von Flockenstuffen, któremu podoba się nowy wystrój gabinetu. Generał mówi pułkowniku, porucznikowi i kapitanowi o planie porwania Churchilla i zakończeniu tym samym wojny. Crabtree przynosi do kawiarni dynamit, który dostał od Michelle. Do Cafe René przybywają Herr Flick i von Smallhausen, którzy chcą przesłuchać Madame Fanny i Monsieura LeClerca. Monsieur Alfonse odpala jednak w tym czasie w pokoju gościnnym dynamit, który wybucha w momencie zjawienia się tam oficerów gestapo. Pułkownik, porucznik, kapitan i Helga rozmawiają o planie generała von Flockenstuffena i stwierdzają, że muszą powiadomić o tym generała von Klinkerhoffena. Wieczorem Von Flockenstuffen, von Strohm i Gruber przychodzą do kawiarni. Generał opija się, bierze świeczkę leżącą na barze i w poszukiwaniu lepszego wina schodzi do piwnicy. Świeczka okazuje się być dynamitem i wybucha. Do Cafe René przybywa generał von Klinkerhoffen ze strażą, a porucznik tłumaczy mu, że René podając von Flockenstuffenowi dynamit wykonywał rozkaz Niemców. Von Klinkerhoffen aresztuje von Flockenstuffena i postanawia nagrodzić właściciela kawiarni medalem kolaboranta.

### Odcinek 3
René boi się, że zostanie zabity za kolaborację i postanawia uciec. Michelle wpada na nowy pomysł wysłania lotników do Anglii, którzy w przebraniu mnichów mają dotrzeć do samolotu i odlecieć do kraju. Artois przebiera się za mnicha, przychodzi do biura pułkownika i informuje, że nie może przyjąć medalu kolaboranta. Mówi, że wyrzekł się swojego dawnego życia i wstępuje do klasztoru Kryspina Niemego. W gabinecie zjawia się również generał von Klinkerhoffen, który nakazuje ponownie zmienić wystrój biura. Helga mówi Herr Flickowi o planie René, a ten również postanawia wstąpić do zakonu. Artois spotyka się z Louise. Ta informuje go, że komunistyczny ruch oporu planuje go zabić i daje René 24 godziny na ucieczkę. Właściciel kawiarni wpada na pomysł, że zamiast lotników to on ucieknie do Anglii, a razem z nim poleci Yvette. Herr Flick i von Smallhausen przychodzą do zakonu, jednak nie są zadowoleni z panujących tam reguł. Crabtree przynosi dodatkowe przebranie mnicha, w które ma się przebrać Yvette. Znajduje je jednak Edith, która zakłada je i postanawia uciec razem z René. Artois dostaje się do samolotu, lecz po starcie dowiaduje się, że zamiast Yvette leci z nim jego żona.

### Odcinek 4
Pod nieobecność René i Edith władze w kawiarni przejmuje Madame Fanny, która nakazuje kelnerkom szorowanie podłogi. René i jego żona docierają do Anglii. Do biura przychodzi tłumacz z wywiadu wojskowego, którym okazuje się być Hans Geering. Mówi, że został naturalizowanym Anglikiem oraz oficerem wywiadu i przez trzy miesiące był poddawany praniu mózgu. Hans przesłuchuje René i Madame Edith, a następnie zaprowadza ich do premiera w celu wręczenia medali. Do kawiarni przebywają pułkownik, porucznik i kapitan, którzy wypytują o miejsce pobytu René. Kelnerki informują ich, że ten musiał wyjechać na parę dni. Do klasztoru Kryspina Niemego przychodzi Helga, która rozmawia z Herr Flickiem i von Smallhausenem na temat wydostania gestapowców na wolność. Michelle i Crabtree kontaktują przez radio z Londynem i pytają René o angielskich lotników. Następnie Hans bierze właściciela kawiarni oraz Madame Edith na zakupy i na obiad. Francuzi postanawiają, że Edith powróci do kawiarni, a René i Hans towarzyszą jej w samolocie. Ostatecznie jednak do Nouvion powracają zarówno Madame Edith, jak i René.

### Odcinek 5
Michelle wpada na pomysł wysłania lotników do Anglii za pomocą tratw zbudowanych ze słupów telegraficznych. Herr Flick i von Smallhausen uciekają z klasztoru za pomocą trzykołowego tandemu. Generał von Klinkerhoffen jest wściekły, ponieważ w Nouvion pojawiły się plakaty zachęcające do utrudniania życia Niemcom. Herr Flickowi brakuje pieniędzy, dlatego też decyduje się poprosić o pomoc finansową swojego chrzestnego Himmlera. Telefon w jego kwaterze jednak nie działa, więc oficer gestapo decyduje się na użycie specjalnego telefonu i podłączenie się do linii za miastem. Generał postanawia wznowić miejscową gazetę i użyć jej do własnych celów propagandowych. Redaktorem zostaje René. Michelle chce, aby użyć prasy do drukowania podziemnej gazety ruchu oporu zachęcającej do walki z Niemcami. Von Klinkerhoffen urządza piknik, na którym ma zostać wykonana fotografia na pierwszą stronę gazety. Herr Flick spadając ze słupa telegraficznego razem z von Smallhausenem rujnuje piknik i tym samym naraża się generałowi.

### Odcinek 6
Michelle przychodzi do kawiarni i zabiera pieniądze z kasy, bowiem ruchowi oporu kończą się fundusze. Herr Flick dostaje wiadomość od swojego chrzestnego, w którym Himmler nakazuje gestapowcowi zerwanie swoich kontaktów z Helgą. René i Monsieur Alfonse organizują konkurs na ducha Nouvion, do którego przystępują między innymi Madame Edith, Yvette oraz Mimi. Ruch oporu chce wydobyć z kwatery Herr Flicka obraz Upadłej Madonny. W tym celu René dzwoni do niego i informuje anonimowo, że wieczorem w kawiarni dojdzie do przekazania ważnej informacji. Herr Flick i von Smallhausen przebierają się i zjawiają się w Cafe René. Przechwytują wiadomość i udają się do lasu, a w tym czasie René, Edith, LeClerc i Michelle idą do kwatery gestapo. Na pomysł skradzenia obrazu Upadłej Madonny wpadają również pułkownik, porucznik i kapitan, którzy również zjawiają się w biurze Herr Flicka. W momencie otworzenia przez nich sejfu Gruber zauważa głowę René, którego bierze za jego rozstrzelanego brata bliźniaka. Twarz Artois zauważa również pułkownik, po czym zarówno on, jak i Gruber z Bertorellim uciekają z kwatery Herr Flicka. René zabiera obraz z sejfu i chowa go do spodni, gdzie ma również kopię Upadłej Madonny, którą ma zamiar oddać Michelle. Edith zagraża mu, że jeśli nie wygra konkursu na ducha Nouvion, to powie o tym szefowej ruchu oporu.

### Odcinek 7
René postanawia uciec do Hiszpanii. Bierze ze sobą oryginał Upadłej Madonny oraz mówi Yvette, że wyślę do niej list. W kawiarni zjawiają się jednak Niemcy, którym René oddaje dzieło van Klompfa. Herr Flick i von Smallhausen zgłaszają na policję kradzież obrazu i oferują nagrodę dla znalazcy. Do biura pułkownika przychodzi generał, który wie już o kradzieży Upadłej Madonny. Von Strohm wręcza mu obraz, a ten zabiera go do chateau. Herr Flick zamierza przeprosić Helgę, żeby ta pomogła mu odzyskać bezcenne dzieło sztuki. Michelle wpada na kolejny pomysł wysłania lotników do kraju. Tym razem Anglicy mają popłynąć rzeką do morza w beczkach po winie, skąd wyłowi ich okręt podwodny. Herr Flick odwiedza Helgę i zaprasza ją na obiad, jednak ta woli się spotkać z kapitanem Bertorellim. W kawiarni zostanie zorganizowane przyjęcie, na którym Monsieur Alfonse ma zrobić zdjęcie do miejscowej gazety. Herr Flick chcąc wzbudził zazdrość u Helgi również zjawia się w Cafe René i zamierza poderwać kelnerki. Zaloty kończą się jednak niepowodzeniem, a w dodatku generał każe strażom wyrzucić gestapowców z lokalu. Von Klinkerhoffen schodzi do piwnicy i zabiera do chateau dwie beczki z winem, w których znajdują się angielscy lotnicy.

### Odcinek 8
Edith kupuje pierwsze wydanie nowej gazety i cieszy się, że to ona została duchem Nouvion. Michelle dowiaduje się, że Upadła Madonna znajdująca się w jej posiadaniu to kopia i postanawia wykraść oryginał generałowi. Von Klinkerhoffen chcąc umocnić więzy z francuskimi wieśniakami nakazuje kapitanowi Bertorelliemu ożenić się z Madame Edith. Herr Flick również postanawia odzyskać od generała obraz Upadłej Madonny – chce przepłynąć fosę otaczającą zamek, wdrapać się po murze, spowodować zamieszanie w chateau i wykraść obraz. Gruber ostrzega René o planach generała dotyczących ślubu Edith i kapitana. Michelle wpada na pomysł, że przyjęcie zaręczynowe w zamku byłoby świetną okazją do uwolnienia angielskich lotników. Madame Edith ostatecznie zgadza się wyjść za włoskiego kapitana. Na bankiecie Anglicy zostają uwolnieni, a Madame Fanny zgodnie z planem powiadamia wszystkich o tym, że kawiarnia jest jej własnością. Słysząc to Bertorelli zrywa zaręczyny, a chwilę później Herr Flick wykrada obraz Upadłej Madonny. Wpuszczeni do rzeki lotnicy znajdujący się w beczkach po winie popłynęli w złym kierunku i utknęli w kanale pod rynkiem.

### Odcinek 9
Na rynku zostaje zaparkowany stary wóz do robienia lodów Monsieur Alfonse’a, za pomocą którego lotnicy mają zostać uwolnieni z kanału. Herr Flick zleca von Smallhausenowi zrobienie kopii obrazu Upadłej Madonny. Helga wyjeżdża na szkolenie i przez kilka dni ma ją zastępować Elsa Bigstern. Podoba się ona Herr Flickowi, który zaprasza ją na randkę. Pułkownik pozwala jej na to i każe donosić szeregowej Bigstern o wszystkich ruchach gestapowca. Na rynku zostaje rozpoczęta sprzedaż lodów, natomiast Monsieur Alfonse próbuje otworzyć kratę prowadzącą do kanału. Do kawiarni przychodzą pułkownik, porucznik i kapitan, a następnie dołącza do nich generał. Jest on niezadowolony z powodu samochodu do robienia lodów zaparkowanego w samym środku rynku, jednak ostatecznie sam postanawia spróbować wyrobów z lodziarki.

### Odcinek 10
Michelle odkrywa prawo z 1534 roku, które zezwala na odbycie się jarmarku cygańskiego z powodu letniego przesilenia. Postanawia sprowadzić na rynek cyganów z pobliskiego obozu, postawić jeden z namiotów nad kanałem i umożliwić tym samym lotnikom wyjście na wolność. Herr Flick nakazuje Elsie Bigstern zaprosić gdzieś pułkownika, porucznika i kapitana, żeby ten mógł podłożyć w ich biurze kopię obrazu Upadłej Madonny. René i Madame Edith wybiera się do cyganów, którzy zgadzają się na zorganizowanie jarmarku. Wieczorem do kawiarni przychodzi generał von Klinkerhoffen, który aresztuje von Strohma, Grubera, Bertorelliego i Bigstern. W Cafe René zjawia się również Monsieur LeClerc i mówi, że cyganie nie mogą urządzić jednak jarmarku w miasteczku. Michelle wpada jednak na pomysł, że sami zorganizują jarmark. Generał zjawia się w areszcie i uwalnia więźniów, bowiem znaleziony przez niego obraz okazuje się być kopią. Na rynku zostaje zorganizowany jarmark, a lotnicy opuszczają kanał.